# معین تقوی
سید معین تقوی (زاده ۲۵ فروردین ۱۳۶۹ در شهر نور) معروف به معین تقوی، از اعضای ووشو مردان ایران در بخش ساندا است. تقوی در کارنامه خود سابقه قهرمانی در مسابقات داخلی، قهرمانی آسیا و قهرمانی جهان را دارد. او در جام جهانی ووشو هم موفق به کسب مدال طلا شد و عنوان قهرمانی را از آن خود کرد اما به دلیل مثبت اعلام شدن تست دوپینگ او، مدال به‌دست آمده برای تقوی از بین رفت.

## مثبت شدن تست دوپینگ
تقوی که به عنوان تیم ملی ووشو ایران در مسابقات جام جهانی ۲۰۱۸ چین شرکت کرده بود، توانست در دیدار نهایی وزن منهای ۸۵ کیلوگرم با برتری مقابل وادزیم لوریخ از بلاروس به مدال طلا دست پیدا کند. بعد از کسب این عنوان قهرمانی، تست دوپینگ از معین تقوی گرفته شد و بعد از بررسی‌های انجام شده، پاسخ این تست مثبت اعلام شد تا هم مدال طلای او در مسابقات جام جهانی پس گرفته شود و هم اینکه او ۴ سال از حضور در میادین محروم شود. حمیدرضا قلی‌پور و مریم هاشمی از دیگر ووشوکارانی بودند که پاسخ تست آن‌ها هم مثبت اعلام شد.